# Блудная (приток Космы)
Блудная — река в России, протекает в Ненецком АО по территории Заполярного района.

## География и гидрология
Блудная левобережный приток реки Космы, её устье находится в 128 километрах от устья Космы. Длина составляет 46 километров.
Притоки: Яроватская Виска и несколько безымянных рек.

## Данные водного реестра
По данным государственного водного реестра России относится к Двинско-Печорскому бассейновому округу, водохозяйственный участок реки — Печора от водомерного поста Усть-Цильма и до устья, речной подбассейн реки — бассейны притоков Печоры ниже впадения Усы. Речной бассейн реки — Печора.
Код объекта в государственном водном реестре — 03050300212103000079103.